# Hachirō Tako
Hachirō Tako (jap. たこ八郎 Tako Hachirō; ur. 22 listopada 1940 w Sendai; zm. 24 lipca 1985 prefektura Kanagawa) – japoński aktor komediowy, zawodowy bokser oraz performer. Był żonaty z aktorką Aki Takejō. Odszedł w wieku 44 lat.

## Życiorys
Hachirō Tako urodził się w Sendai w prefekturze Miyagi w 1940 roku. Jego prawdziwe imię i nazwisko to Seisaku Saitō (jap. 斎藤清作). Podczas wypadku w dzieciństwie omal nie stracił wzroku w lewym oku. W 1962 roku został zawodowym mistrzem boksu wagi muszej w Japonii. Po przejściu na emeryturę z ringu, stał się popularnym komikiem i ostatecznie pojawił się w kilku filmach. Hachirō utonął na plaży w prefekturze Kanagawa, po ataku serca w 1985 roku.

## Filmografia
- 1985: Big Magnum Kuroiwa Sensei jako Tako
- 1985: Penguin's Memory - Shiawase monogatari jako mężczyzna z Kasyna
- 1985: Capone dużo płacze jako boss żebraków
- 1984: Aizome Kyôko no mibôjin geshuku – konstabl Tako ('Octopus')
- 1984: Futago za no ona – pacjent
- 1979: Torakku Yarō
- 1978: Mibôjin geshuku: Hatsunori jako Hachirô Tako
- 1978: Seiai senseijutsu: sex ajikurabe – Nakamoto
- 1977: Shiawase no kiiroi hankachi
- 1977: Kochira Katsushika-ku Kameari kôen mae hashutsujo
- 1974: Jyugun ianfu jako Sunayama
- 1974: Onna hissatsu ken: kiki ippatsu jako Takeo Miyamoto
- 1973: Dokkoi daisaku
- 1972: Joshuu 701-gō: Sasori jako Hachiro Taiko
- 1971: Poruno no teiō
- 1970: Abashiri Prison